# Б'яндрате
Б'яндрате (італ. Biandrate, п'єм. Biandrà) — муніципалітет в Італії, у регіоні П'ємонт,  провінція Новара.
Б'яндрате розташовані на відстані близько 510 км на північний захід від Рима, 75 км на північний схід від Турина, 12 км на захід від Новари.
Населення — 1317 осіб (2014).
Щорічний фестиваль відбувається першої неділі серпня. Покровитель — San Sereno di Marsiglia.

## Демографія
Населення за роками:

Станом на 1 січня 2023 року в муніципалітеті офіційно проживав 281 іноземець з 16 країн, серед них 37 громадян країн Євросоюзу та 4 громадяни України.

## Уродженці
- Франческо Розетта (*1922 — †2006) — італійський футболіст, захисник.

## Сусідні муніципалітети
- Казальбельтраме
- Казаліно
- Речетто
- Сан-Наццаро-Сезія
- Сан-П'єтро-Мозеццо
- Віколунго